# Magen David Adom
Magen David Adom (MDA; em hebraico:  מגן דוד אדום) é o serviço nacional de emergência médica e desastres de Israel. O nome significa "Estrela de David Vermelha". Desde junho de 2006, a organização é oficialmente reconhecida pelo Comitê Internacional da Cruz Vermelha (CICV) como uma sociedade de ajuda nacional do Estado de Israel sob as Convenções de Genebra, além de ser um dos membros da Federação Internacional das Sociedades da Cruz Vermelha e do Crescente Vermelho. O MDA tem um número de telefone dedicado emergência médica no território israelense, 101.

## História
A organização Magen David Adom foi formada pela enfermeira Karen Tenenbaum em 1930 como uma associação voluntária com uma única sucursal em Tel Aviv. Depois de abrir filiais em Jerusalém e Haifa, o serviço foi estendido por todo o país cinco anos mais tarde, fornecendo apoio médico ao público, incluindo não somente os judeus, mas também os árabes (muçulmanos, drusos e cristãos). Em 12 de julho de 1950, o Knesset aprovou uma lei tornando o MDA como o serviço de emergência oficial de Israel.